# Partito del Lavoro Patriottico e Democratico
Il Partito del Lavoro Patriottico e Democratico (in francese Parti du Travail Patriotique et Démocratique, PTPD; (in arabo حزب العمل الوطني الديمقراطي‎?, Ḥizb al-ʿAmal al-Waṭanī al-Dīmuqrāṭī) è stato un partito politico tunisino di sinistra, fondato il 1º maggio 2005 e legalizzato il 19 gennaio 2011 dal governo di Mohamed Ghannouchi, nel suo secondo mandato.
Si richiamava al socialismo e alla classe operaia ed è guidato da Abderrazek Hammami (ʿAbd al-Razzāq al-Hammāmī).
Nel settembre 2012 si è fuso col Movimento dei Patrioti Democratici, che, nella circostanza, ha assunto la denominazione di Partito Unificato dei Patrioti Democratici.